# Rowek (banda)
Rowek es el proyecto solista del baterista y pionero del heavy metal en Argentina, Gustavo Rowek. Fundada en 2011 tras la disolución de Nativo y ante su retiro como baterista de la banda de Mario Ian. La banda cuenta con Sergio Berdichevsky (Rata Blanca, Nativo, Ian) en primera guitarra, Karim Benegas en segunda guitarra, Nicolas Vicente (Mala Reina) en la voz y Ezequiel Palleiro  (Nativo) en bajo. En 2012 grabaron y publicaron su primera placa titulada "Grita".

## Historia
Ante su interés de desarrollar un estilo musical diferente al que Nativo llevaba, Rowek decidió que esto sería posible con un nuevo cantante. Así a finales de 2011, decide disolver Nativo para proseguir con su nueva banda Rowek, que llevaría la misma formación de Nativo salvo en las voces que estarían a cargo de Nicolás Vicente y añadiendo a Guillermo Piazzo como segunda guitarra, ambos miembros de la banda Mala Reina. Según Gustavo su nueva banda sintetiza toda su carrera en el rock siendo entonces una mezcla entre el heavy de V8, la melodía de Rata Blanca y el rock moderno de Nativo. A comienzos de 2012, tanto Gustavo Rowek como Sergio Berdichevsky se desvinculan de igual manera de su otra banda Ian. En 2014 el guitarrista Guillermo Piazzo es reemplazado por Juan Bautista Hoyo.

## Discografía
- Grita (2012)
- Redes (2016)

## Integrantes

### Actuales
- Gustavo Rowek - Batería / Coros / Letras - (2011 - presente)
- Sergio Berdichevsky - Guitarra líder -  (2011 - presente)
- Ezequiel Palleiro - Bajo   -        (2011 - presente)
- Nicolás Vicente  - Voz / letras  -  (2011 - presente)
- Karim Benegas - Guitarra rítmica -  (2017 - presente)

### Anteriores
- Guillermo Piazzo - Guitarra rítmica -  (2011 - 2014)
- Juan Bautista "Hacko" Hoyo - Guitarra rítmica - (2014 - 2017)